# Kostas Manolás
Konstantinos Manolás (Naxos, 14 de junio de 1991), más conocido como Kostas Manolás, es un futbolista griego. Juega de defensa y su equipo es el AO Pannaxiakos.

## Selección nacional
El 19 de mayo de 2014 el entrenador de la selección griega Fernando Santos incluyó a Manolás en la lista final de 23 jugadores que representaron a Grecia en la Copa Mundial de Fútbol de 2014 en Brasil.

### Participaciones en Copas del Mundo
| Mundial                        | Sede   | Resultado        |
| ------------------------------ | ------ | ---------------- |
| Copa Mundial de Fútbol de 2014 | Brasil | Octavos de final |

## Estadísticas

### Clubes
Actualizado al último partido disputado el 2 de marzo de 2024.
| Club                                   | Div.          | Temporada     | Liga  | Liga  | Copas nacionales | Copas nacionales | Copas internacionales | Copas internacionales | Total | Total |
| Club                                   | Div.          | Temporada     | Part. | Goles | Part.            | Goles            | Part.                 | Goles                 | Part. | Goles |
| -------------------------------------- | ------------- | ------------- | ----- | ----- | ---------------- | ---------------- | --------------------- | --------------------- | ----- | ----- |
| Thrasyvoulos Fylis · Grecia            | 3.ª           | 2008-09       | 6     | 0     | 0                | 0                | ―                     | ―                     | 6     | 0     |
| Thrasyvoulos Fylis · Grecia            | Total club    | Total club    | 6     | 0     | 0                | 0                | 0                     | 0                     | 6     | 0     |
| AEK Atenas F. C. · Grecia              | 1.ª           | 2009-10       | 10    | 1     | 1                | 0                | ―                     | ―                     | 11    | 0     |
| AEK Atenas F. C. · Grecia              | 1.ª           | 2010-11       | 27    | 1     | 3                | 1                | 6                     | 1                     | 36    | 3     |
| AEK Atenas F. C. · Grecia              | 1.ª           | 2011-12       | 29    | 1     | 2                | 0                | 7                     | 1                     | 38    | 2     |
| AEK Atenas F. C. · Grecia              | Total club    | Total club    | 66    | 3     | 6                | 1                | 13                    | 2                     | 85    | 6     |
| Olympiacos F. C. · Grecia              | 1.ª           | 2012-13       | 24    | 1     | 6                | 0                | 7                     | 0                     | 37    | 1     |
| Olympiacos F. C. · Grecia              | 1.ª           | 2013-14       | 25    | 3     | 5                | 0                | 7                     | 2                     | 37    | 5     |
| Olympiacos F. C. · Grecia              | Total club    | Total club    | 49    | 4     | 11               | 0                | 14                    | 2                     | 74    | 6     |
| A. S. Roma · Italia                    | 1.ª           | 2014-15       | 30    | 0     | 1                | 0                | 10                    | 0                     | 41    | 0     |
| A. S. Roma · Italia                    | 1.ª           | 2015-16       | 37    | 2     | 0                | 0                | 8                     | 0                     | 45    | 2     |
| A. S. Roma · Italia                    | 1.ª           | 2016-17       | 33    | 0     | 3                | 0                | 9                     | 0                     | 45    | 0     |
| A. S. Roma · Italia                    | 1.ª           | 2017-18       | 29    | 2     | 0                | 0                | 11                    | 2                     | 40    | 4     |
| A. S. Roma · Italia                    | 1.ª           | 2018-19       | 27    | 1     | 1                | 0                | 7                     | 1                     | 35    | 2     |
| A. S. Roma · Italia                    | Total club    | Total club    | 156   | 5     | 5                | 0                | 45                    | 3                     | 206   | 8     |
| S. S. C. Napoli · Italia               | 1.ª           | 2019-20       | 26    | 4     | 3                | 0                | 6                     | 0                     | 35    | 4     |
| S. S. C. Napoli · Italia               | 1.ª           | 2020-21       | 30    | 0     | 3                | 0                | 0                     | 0                     | 33    | 0     |
| S. S. C. Napoli · Italia               | 1.ª           | 2021-22       | 4     | 0     | 0                | 0                | 3                     | 0                     | 7     | 0     |
| S. S. C. Napoli · Italia               | Total club    | Total club    | 60    | 4     | 6                | 0                | 9                     | 0                     | 75    | 4     |
| Olympiakos F. C. · Grecia              | 1.ª           | 2021-22       | 11    | 0     | 1                | 0                | 2                     | 0                     | 14    | 0     |
| Olympiakos F. C. · Grecia              | 1.ª           | 2022-23       | 3     | 0     | 0                | 0                | 5                     | 0                     | 8     | 0     |
| Olympiakos F. C. · Grecia              | Total club    | Total club    | 14    | 0     | 1                | 0                | 7                     | 0                     | 22    | 0     |
| Sharjah F. C. · Emiratos Árabes Unidos | 1.ª           | 2022-23       | 18    | 0     | 10               | 0                | —                     | —                     | 28    | 0     |
| Sharjah F. C. · Emiratos Árabes Unidos | 1.ª           | 2023-24       | 8     | 0     | 3                | 0                | 3                     | 0                     | 14    | 0     |
| Sharjah F. C. · Emiratos Árabes Unidos | Total club    | Total club    | 26    | 0     | 13               | 0                | 3                     | 0                     | 42    | 0     |
| U. S. Salernitana 1919 · Italia        | 1.ª           | 2023-24       | 8     | 0     | —                | —                | —                     | —                     | 8     | 0     |
| U. S. Salernitana 1919 · Italia        | Total club    | Total club    | 8     | 0     | 0                | 0                | 0                     | 0                     | 8     | 0     |
| Total carrera                          | Total carrera | Total carrera | 385   | 16    | 42               | 1                | 91                    | 7                     | 518   | 24    |

## Palmarés

### Títulos nacionales
| Título                                     | Club             | País                   | Año     |
| ------------------------------------------ | ---------------- | ---------------------- | ------- |
| Copa de Grecia                             | AEK Atenas F. C. | Grecia                 | 2010-11 |
| Superliga de Grecia                        | Olympiacos F. C. | Grecia                 | 2012-13 |
| Copa de Grecia                             | Olympiacos F. C. | Grecia                 | 2012-13 |
| Superliga de Grecia                        | Olympiacos F. C. | Grecia                 | 2013-14 |
| Copa Italia                                | S. S. C. Napoli  | Italia                 | 2019-20 |
| Superliga de Grecia                        | Olympiacos F. C. | Grecia                 | 2021-22 |
| Copa Presidente de Emiratos Árabes Unidos  | Sharjah F. C.    | Emiratos Árabes Unidos | 2021-22 |
| Supercopa de los Emiratos Árabes Unidos    | Sharjah F. C.    | Emiratos Árabes Unidos | 2022    |
| Copa Presidente de Emiratos Árabes Unidos  | Sharjah F. C.    | Emiratos Árabes Unidos | 2022-23 |
| Copa de Liga de los Emiratos Árabes Unidos | Sharjah F. C.    | Emiratos Árabes Unidos | 2022-23 |